# アウトストラーダ A18

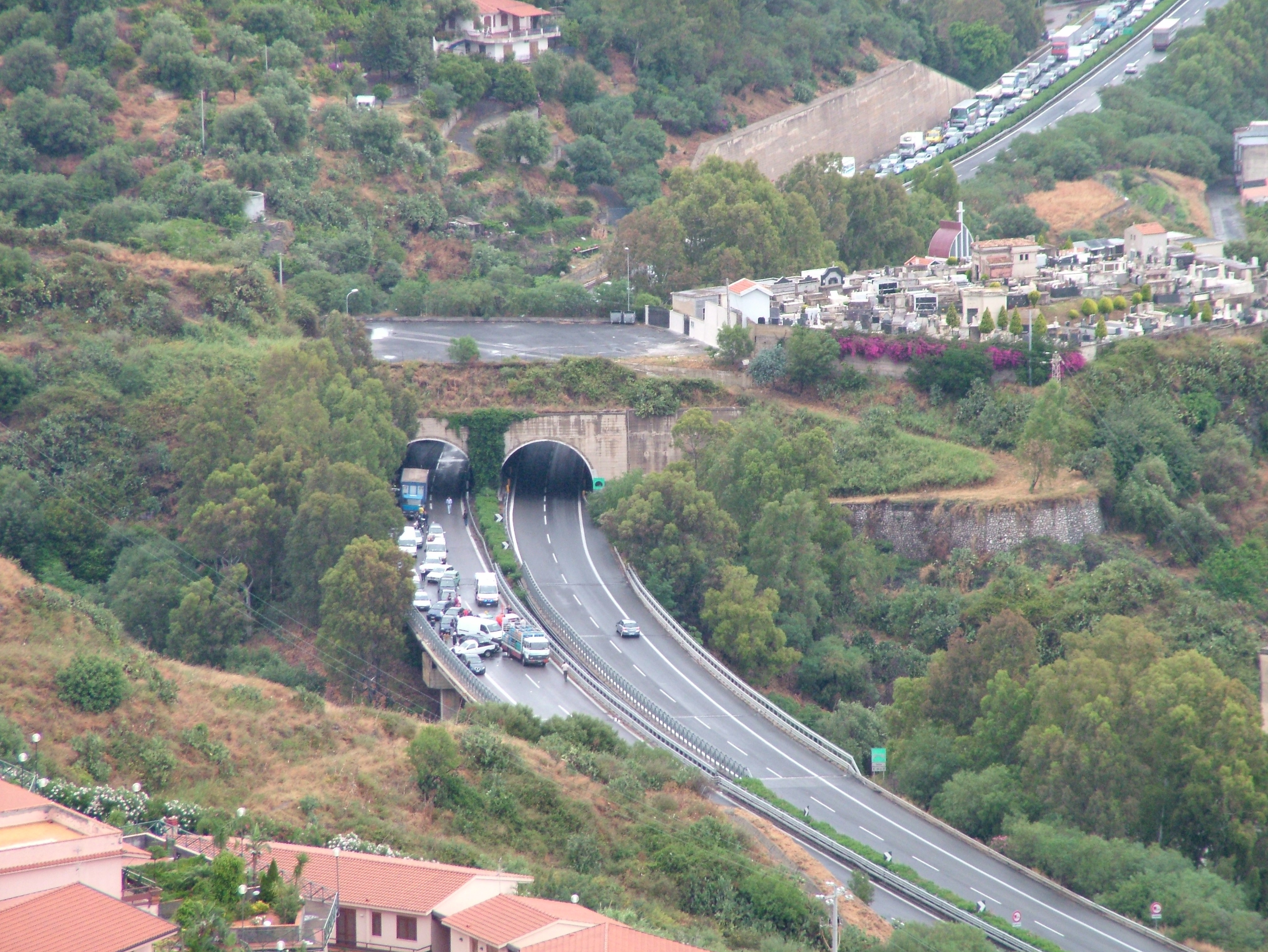
サンタレッシオ・シークロ近郊のA18

アウトストラーダ A18はイタリア・シチリアの東部を走るイタリアのアウトストラーダである。
この高速道路はふたつの部分にわかれており、一方は、メッシーナからカターニアまでの76.8km、もう一方は、シラクーザからイスピカまでの47.5kmである。この道路はシチリア高速道路コンソーシアムによって管理されている。この道路は欧州自動車道路E45の一部である。
アウトストラーダ A18のふたつの部分は、カターニャ環状線(カターニャ北からパッソ・マルティーノまで)、アウトストラーダ・カターニャ-シラクーザ(パッソ・マルティーノからアウグスタ-ヴィッラスムンドまで)、およびSS114(アウグスタ-ヴィッラスムンドからシラクーザまでの主要郊外自動車専用道)を介して、道なりにつながっている。

## A18 メッシーナ-カターニア区間

### 歴史
メッシーナ-カターニア区間は、1965年から1971年の間に建設された。その年には、メッシーナ・トレメスティエーリ-ロッカルメーラ区間から順次開通していった。メッシーナ部分は山岳部の高速道路として建設されたが、その険しい地形のため、何十年もほぼ何も変わっていなかった。しかしフィウメフレッド(1990年代)とパエージ・エトネイ(2008年7月)の出入口のみは造られた。
建設中および開通当初は、アウトストラーダ・デッレ・ザーガレと呼ばれていた。

### 現在の状況
この道路は、延長77km、幅員は幅3mの中央分離帯を含めて24m、片側2車線および緊急車線(トンネル部を除く)、の構成である。閉鎖型通行料金方式を採用しており、緊急退避所は無く、メッシーナとカターニアの間の交通量の増加が懸念されている。2003年には、2800万台の交通量を記録した。この道路は、メッシーナ・トレメスティエーリ出入口の近くでアウトストラーダ A20 メッシーナ-パレルモとの接続部から始まり、カターニア環状線との接続部で終了する。

#### 行程
灰色部分は建設中、ピンク色部分は計画段階を示す。
| Messina - Catania |                                            |      |      |      |                |
| 種別              | 方面                                       | ↓km↓ | ↑km↑ | 地域 | 欧州自動車道路 |
|                   | Messina-Palermo                            | 0.0  | 76.8 | ME   |                |
|                   | メッシーナ南・トレメスティエーリ本線料金所 | 0.6  | 76.2 | ME   |                |
|                   | "Canale ovest"パーキングエリア             | 3.5  | -    | ME   |                |
|                   | "Mastroguglielmo ovest"パーキングエリア    | 17.1 | -    | ME   |                |
|                   | Alì Terme (計画中)                         | 17.7 | 59.6 | ME   |                |
|                   | "Allume est"パーキングエリア               | -    | 56.7 | ME   |                |
|                   | "Roccalumera ovest"パーキングエリア        | 20.8 | -    | ME   |                |
|                   | Roccalumera Orientale Sicula               | 22.1 | 54.7 | ME   |                |
|                   | Santa Teresa di Riva - Val d'Agrò (計画中) | 26.4 | 50.3 | ME   |                |
|                   | "Santa Teresa di Rivaサービスエリア"       | -    | 50.3 | ME   |                |
|                   | "Sant'Alessio ovest"パーキングエリア       | 27.7 | -    | ME   |                |
|                   | "Parrino est"パーキングエリア              | -    | 45.4 | ME   |                |
|                   | "Silemi ovest"パーキングエリア             | 32.9 | -    | ME   |                |
|                   | "Papale est"パーキングエリア               | -    | 42.6 | ME   |                |
|                   | Taormina Orientale Sicula                  | 36.2 | 40.6 | ME   |                |
|                   | Giardini-Naxos di Sella Mandrazzi          | 41.3 | 35.5 | ME   |                |
|                   | "Calatabiano"サービスエリア                | 42.9 | 33.9 | ME   |                |
|                   | "Calatabiano est"パーキングエリア          | -    | 29.1 | CT   |                |
|                   | Fiumefreddo                                | 48.5 | 28.3 | CT   |                |
|                   | Mascali - Giarre nord(計画中)              | 53.4 | 23.3 | CT   |                |
|                   | Giarre                                     | 59.3 | 17.5 | CT   |                |
|                   | "Linera est"パーキングエリア               | -    | 12.1 | CT   |                |
|                   | "Zirmelli est"パーキングエリア             | -    | 8.3  | CT   |                |
|                   | Acireale                                   | 69.8 | 7.0  | CT   |                |
|                   | "Aci Sant'Antonio"サービスエリア           | 71.9 | 4.9  | CT   |                |
|                   | カターニア北本線料金所                     | 76.2 | 0.6  | CT   |                |
|                   | Paesi Etnei (出口はメッシーナ方面のみ)     | 76.7 | 0.1  | CT   |                |
|                   | Diramazione per Catania                    | 76.8 | 0.0  | CT   |                |
|                   | Tangenziale di Catania                     | 76.8 | 0.0  | CT   |                |

## A18 dir カターニア分岐路
A18 dir カターニア分岐路は、A18のパエージ・エトネイ出入口とカターニア環状線の間から始まる。道路延長は3.7kmであり、カターニアの中心部に到達して終わる。管理会社はANASである。オーバーパス特定標識には、A18 dirと表示されている。

### 行程
| Diramazione di Catania |                                                        |      |      |      |                |
| 種別                   | 方面                                                   | ↓km↓ | ↑km↑ | 地域 | 欧州自動車道路 |
|                        | Messina-Catania Tangenziale di Catania                 | 0.0  | 3.7  | CT   |                |
|                        | San Gregorio (RA 15-A18方面出口のみ)                   | 0.1  | 3.6  | CT   |                |
|                        | パーキングエリア                                       | 1.0  | 1.9  | CT   |                |
|                        | Catania Canalicchio - San Gregorio                     | 2.0  | -    | CT   |                |
|                        | Canalicchio                                            | -    | 1.2  | CT   |                |
|                        | Catania Viale Mediterraneo Circonvallazione di Catania | 3.7  | 0.0  | CT   |                |

## A18 シラクーザ-ジェーラ区間

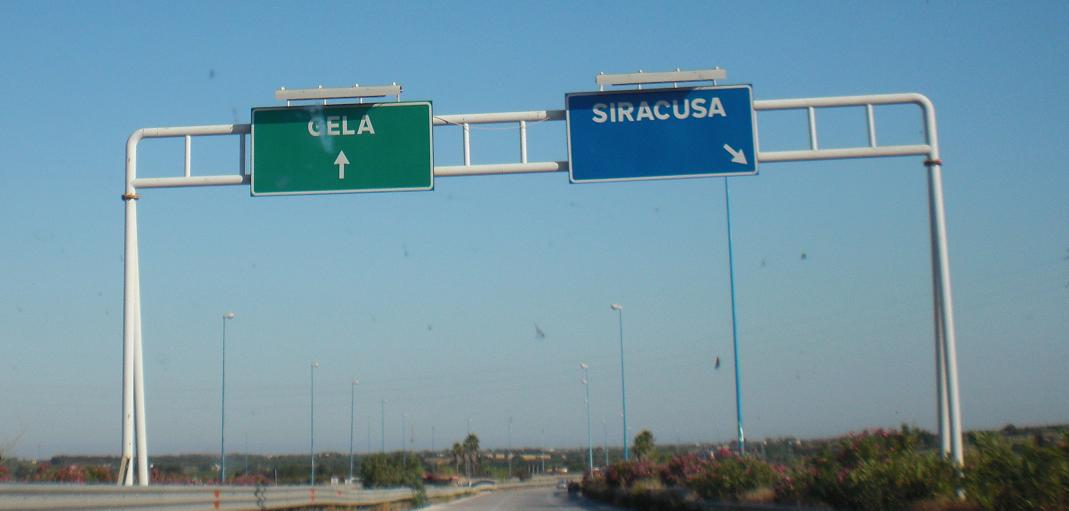
SS114が終わりA18が始まる部分での案内標識の色の変化

### 歴史
最初の計画は1960年代の終わりに作成された。シチリア南東部の産業開発を促進するために、シラクーザ-ジェーラ間を高速道路で接続し、シラクーザの石油化学地域とジェーラの石油化学地域の高速接続を確立することを目的としていた。1983年に、シラクーザとカッシビーレの9.5kmが、最初の開通区間として供用開始された。1990年代の終わりに、ラグーザの監督機関が表明した中間意見に続いてこの高速道路について再度議論された。この計画は、1985年から1990年の間に環境保護の制約下に置かれていた地域(カーヴァ・ディスピカ、イルミニオ川自然保護区、ピーノ・ダレッポ自然保護区)を通過することを想定しており、担当機関が経路の再検討を余儀なくされた。2002年末に、ふたつめの約30kmにわたる区間(カッシビーレ-ロゾリーニ)の6年にわたる工事が始まった。カッシビーレ-ノートの約14km区間は、2008年3月14日に開通した。その先のノートからロゾリーニまでの約16km区間は、経路部分の異常沈下と約20cmの亀裂の問題のためにシラクーザの検察官に差し押さえられるという事態が発生したものの、2008年10月24日に開通した。2010年8月11日に、カニカッティーニ・バーニへのマレモンティ県道としても知られるSP14フスコ-カニカッティーニ-パッソラードロと接続するシラクーザ南出入口の建設が始まった。この出入口は2015年7月29日に開通し、カニカッティーニ・バーニ出入口と改名された。アヴォーラ、ノート、ロゾリーニの出入口には料金所も設置され、カッシービレとアヴォーラの間に仮本線料金所が設置された。管理会社は2019年にカッシービレの仮本線料金所の廃止を進めることにより有料化実施の延期を決定した。

### 現在の状況

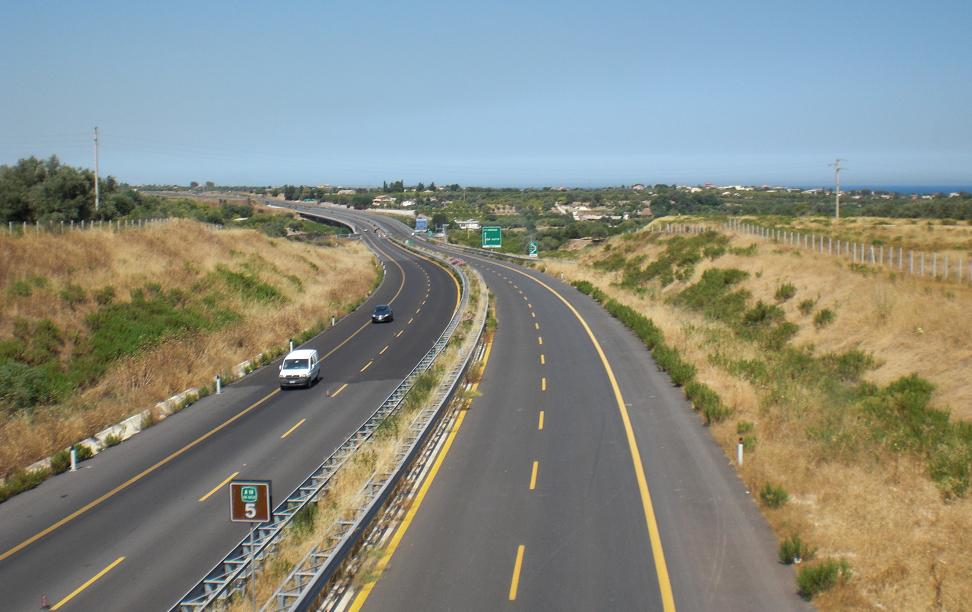
2009年のノート近郊のA18

こちらの区間のアウトストラーダは、シラクーザからイスピカの延長47kmが運用中である。シラクーザ近くのSS114東シチリア国道との接続部で始まり、イスピカとポッツァッロの町から数キロのラグザーノの県道46号に接続するイスピカ-ポッツァッロ出入口で終わる。

#### 行程
灰色部分は建設中、ピンク色部分は計画段階を示す。

| SIRACUSA - GELA (開通区間Siracusa - Ispica-Pozzallo) |                                     |       |      |      |                |
| 種別                                                 | 方面                                | ↓km↓  | ↑km↑ | 地域 | 欧州自動車道路 |
|                                                      | Orientale Sicula                    | 0.0   | 40.0 | SR   |                |
|                                                      | Canicattini Bagni                   | 0.1   | 39.9 | SR   |                |
|                                                      | Cassibile                           | 9.5   | 32.4 | SR   |                |
|                                                      | Avola                               | 14.7  | 26.2 | SR   |                |
|                                                      | Noto                                | 24.6  | 15.4 | SR   |                |
|                                                      | "Tellaro"サービスエリア (計画中)    | 36.8  | 3.1  | SR   |                |
|                                                      | Rosolini                            | 40.0  | 0.0  | SR   |                |
|                                                      | "Ispica"パーキングエリア            | 45.0  | 87.2 | RG   |                |
|                                                      | Ispica-Pozzallo Maltaへのフェリー   | 49.5  | 82.7 | RG   |                |
|                                                      | Modica                              | 60.9  | 71.3 | RG   |                |
|                                                      | Scicli                              | 70.5  | 61.7 | RG   |                |
|                                                      | "Irminio"サービスエリア             | 81.0  | 51.2 | RG   |                |
|                                                      | Ragusa                              | 84.4  | 47.8 | RG   |                |
|                                                      | Santa Croce Camerina - Vittoria sud | 93.8  | 38.4 | RG   |                |
|                                                      | Vittoria nord - Comiso              | 106.7 | 25.5 | RG   |                |
|                                                      | "Acate nord"サービスエリア          | 118.0 | 14.2 | RG   |                |
|                                                      | Acate                               | 120.6 | 11.6 | RG   |                |
|                                                      | ジェーラ東本線料金所                | 132.2 | 0.0  | CL   |                |
|                                                      | Gela                                | 132.2 | 0.0  | CL   |                |

### 工事と計画
1974年に公共事業省によって承認された当初の経路をたどった最初の区間(シラクーザ-ロゾリーニのロット1-5)とは異なり、2番目の区間(ロゾリーニ-ラグーザのロット6-11)と3番目の区間(ラグーザ-ジェーラのロット12-16)の計画は、考古学的および自然保護の地域を回避するために大幅に変更される結果となった。新たな計画は以下の構成である。延長90km、パーキングエリア1箇所(45km地点のイスピカ)、出入口8箇所、サービスエリア2箇所(81km地点のイルミニオと118km地点のアカーテ北)。
- 2014年11月にロゾリーニからイスピカを通りモーディカまでの19.5kmを含むロット6、７、８の工事が始まった。工事は2019年内に終了の予定だったが、工事の封鎖があり完了が遅れている。ロゾリーニからイスピカまでの10kmは2021年8月3日に開通した[6]。残りの区間は2022年9月に開通の予定である。
- このアウトストラーダの残りの区間である、モーディカからジェーラまでは、まだ計画の段階である。

モーディカから先については、ロット9、10、11が経営的計画段階にあり、シクリのロットは既に資金調達が完了し、2021年末までに入札が実施される予定である。経路はモーディカから、シクリ、マリーナ・ディ・ラグーザ、サンタ・クローチェ・カメリーナ、コミーゾを通過する計画である。この経路は、このアウトストラーダを一定の標高に保つため、ヴィットーリア、ラグーザ、モーディカといったラグーザ県の中心部には直接接続しない。そのかわり、ラウトポルト・ディ・ヴィットーリア(計画中のトラック貨物集中施設)、コミーゾ空港、ポッツァッロ港との商業的接続を優先している。最終区間(ヴィットーリア-ジェーラ)では、このアウトストラーダは古い国道115号の屈曲した経路の南に建設され、計画されているジェーラ環状線に合流する。